# Mister Wu (Oper)
Mister Wu ist eine Oper in drei Akten von Eugen d’Albert. Sie wurde nach vorhandenen Skizzen von Leo Blech vollendet und instrumentiert. Das Libretto verfasste Karl Michael von Levetzow nach dem gleichnamigen Drama von Harry M. Vernon und Harold Owen. Die Uraufführung der Oper war am 29. September 1932 an der Staatsoper Dresden.

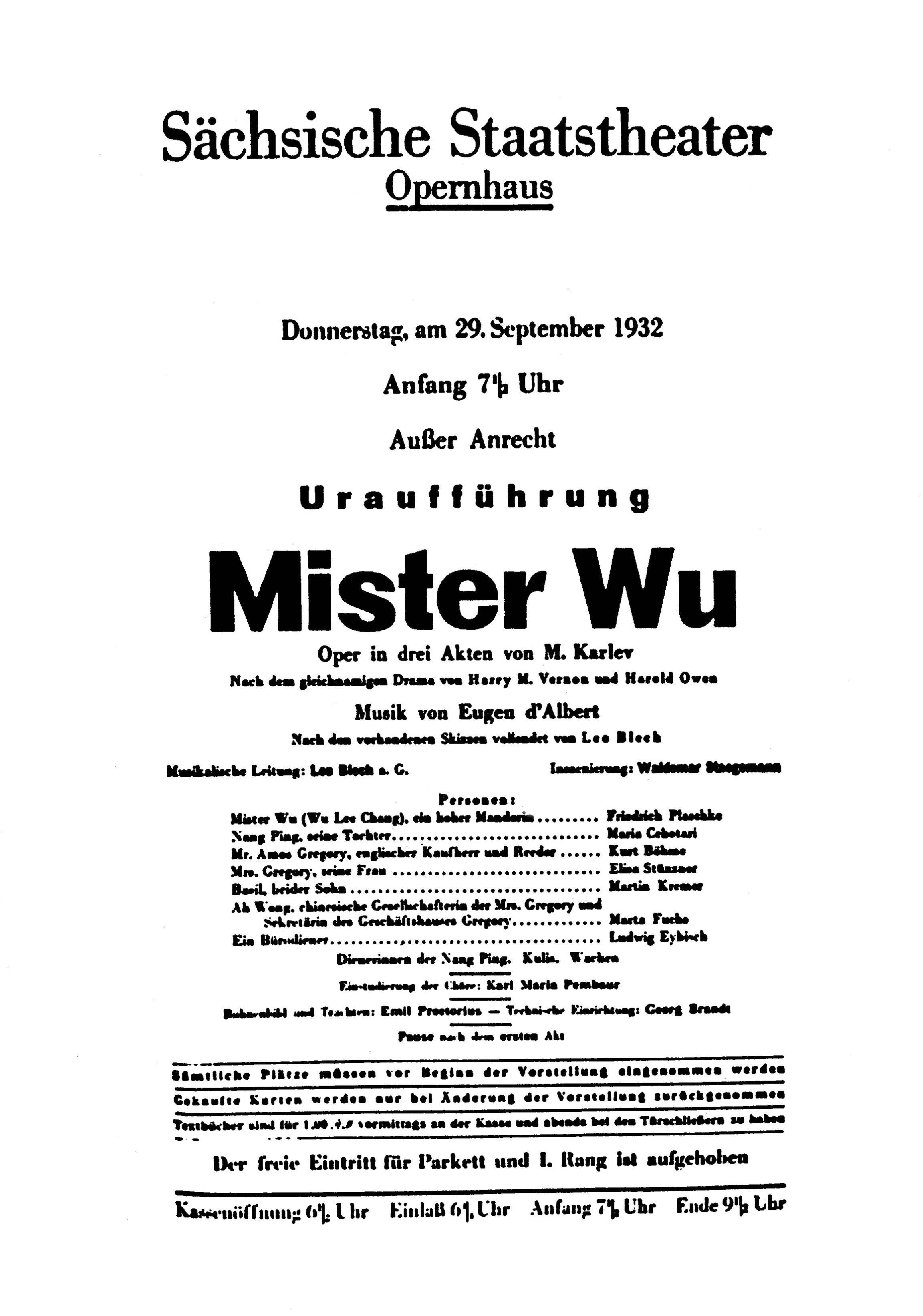
Programmzettel der Uraufführung von Eugen d’Alberts Mr. Wu / Dresden, September 1932

## Handlung

### Erster Akt
Der Mandarin Wu Lee Chang ist verreist, und seine Tochter Nang Ping bereitet im Palastgarten den nachmittäglichen Empfang der Familie Gregory zur Teestunde vor. Zuvor kommt Basil, von dem Nang Ping ein Kind erwartet. Da sie ihre Liebe zu Basil vor ihrem Vater verheimlichen musste, und auch Basils Eltern noch ahnungslos sind, hat sich Nang Ping taufen lassen, um den Weg zu einer Eheschließung mit Basil zu eröffnen. Wegen Basils abwehrender Reaktion weist sie ihn von sich, gibt ihm aber noch einen Tag Bedenkzeit. – Das Ehepaar Gregory und Ah Wong kommen zur Teestunde. Mr Gregory führt sich sehr ungehobelt auf, aber Nang Ping bewahrt die Fassung, bis sie von Ah Wong erfährt, dass diese den auf Reisen gewähnten Wu Lee Chang gesehen habe. Das nehmen die Besucher bis auf Basil zum Anlass, sich zu verabschieden. Allein, umarmen und küssen sich Nang Ping und Basil, bis plötzlich Wu hervortritt und Basil festnehmen lässt. Nang Ping kniet zum Kotau nieder, Wu zieht das Mandarinschwert.

### Zweiter Akt
Mr Gregory wartet in den Kontorräumen seiner Schifffahrtsgesellschaft auf Nachricht von seinem vermissten Sohn Basil, während die Kulis wegen zu geringer Entlohnung streiken und den Frachtbetrieb sabotieren. Ah Wong ahnt, dass sich Wus Rache dahinter verbirgt, und erschrickt, als Wu plötzlich im Kontor erscheint. Mr Gregorys Unverschämtheiten beendet er durch sein souveränes Auftreten, kann jedoch nicht verhindern, dass Mr Gregory sich so in seine Aufregung steigert, dass er Wu mit einer Pistole bedroht. Wu kann durch eine List die Oberhand gewinnen und möchte fortan nur mit Mrs Gregory verhandeln. Wu lädt Mrs Gregory zum Tee am selben Abend ein und gibt ihr die Hoffnung, Basil sehen zu können. Ah Wong wittert jedoch weiterhin die furchtbare Rache des Mandarins und möchte Mrs Gregory begleiten.

### Dritter Akt
Wu bringt in seinem Hause ein Rauchopfer dar, um seiner von ihm getöteten Tochter Nang Ping zu gedenken. Der gefesselte und gefolterte Basil wird hereingebracht und ihm die Freiheit in Aussicht gestellt, aber erst, nachdem Wu sich an seiner Mutter gerächt habe. - Mrs Gregory und Ah Wong treten auf und ahnen Unheil. Der hinzukommende Wu begrüßt die Gäste zwar höflich, bittet Ah Wong indes nach draußen. Wu quält die ungeduldig auf Nachricht von ihrem Sohn wartende Mrs Gregory durch Verzögerungen und Hinhaltungen, darunter die Geschichte seines achten Urahns, der ebenso seine Tochter getötet hat, nachdem sie einen Liebhaber empfangen hatte. Schließlich offenbart er seinen Preis:
'Mein Urahn wollte Blut um Blut. Ich will Ehre um Ehre und Weib um Weib. Für Lust an der Tochter, Lust an der Mutter.'
Als Wu kurzzeitig den Raum verlässt, um sich für das Liebesspiel umzukleiden, wirft Ah Wong durch ein Fenster Mrs Gregory ein Gift und ein Gegengift zu. Mrs Gregory gibt das Gift in beide Teetassen und nimmt das Gegengift sofort ein. Als Wu zurückkommt, trinken sie beide den Tee, worauf Wu zuckend und mit verzerrten Zügen zusammenbricht. Mrs Gregory schlägt den befreienden Gong, die Türen öffnen sich.

## Rezeption
In der Dresdner Uraufführung sangen unter der Regie von Waldemar Staegemann Maria Cebotari, Marta Fuchs, Kurt Böhme und Friedrich Plaschke. Die musikalische Leitung hatte Leo Blech.
Der einzige Wiederbelebungsversuch nach 1945 fand am 29. November 1964 durch das Nationaltheater Mannheim statt. Das Publikums- und Presseecho war negativ.